# Acrecebus fraileyi
Acrecebus fraileyi és una espècie extinta de primat platirrí de la família dels cèbids que visqué a finals del Miocè. És l'única espècie coneguda del gènere Acrecebus i fou descrita el 2006 a partir d'un espècimen trobat a la formació del Solimões, a l'estat d'Acre (Brasil), en estrats de fa entre 6 i 9 milions d'anys. El seu nom genèric, Acrecebus, significa 'mico d'Acre', mentre que el seu nom específic, fraileyi, és en honor de Carl Frailey, descobridor del material fòssil atribuït a aquest animal.